# 5493 Spitzweg
5493 Spitzweg è un asteroide della fascia principale. Scoperto nel 1973, presenta un'orbita caratterizzata da un semiasse maggiore pari a 2,3603213 UA e da un'eccentricità di 0,1431791, inclinata di 3,84621° rispetto all'eclittica.